# Yvon Reinard
Yvon Reinard (Luxemburg-Stad 1956) is een Luxemburgs kunstschilder en tekenaar.

## Leven en werk
Yvon Reinard groeide op in een artistiek milieu. Zijn ouders, decorateurs en stoffeerders, zijn de oprichters van Rullem, een gerenommeerde winkel in interieurdesign tegenover het groothertogelijk paleis in Luxemburg-Stad. Reinard studeerde binnenhuisarchitectuur en design aan de Union centrale des arts décoratifs in Parijs (1976-1981) en werkte voor Villeroy & Boch in Luxemburg.
Als kunstenaar maakt Reinard onder andere aquarellen, collages, gouaches en tekeningen, waarin hij vooral de mens in al diens gevoeligdheid en complexiteit vastlegt. Hij is lid van de kunstenaarsvereniging Cercle Artistique de Luxembourg (CAL). Hij exposeert sinds 1974 op de kunstsalons in Walferdange en neemt sinds 1979 deel aan de Salons du CAL. Naar aanleiding van Reinards debuut bij de CAL noemde kunstcriticus Walentiny hem "een geestige en bijtende criticus van onze consumptiemaatschappij".

## Onderscheidingen
- 1993 Speciale juryvermelding bij de Grand Prix de la Peinture in Sarreguemines.[7]

- Musée national d'archéologie, d'histoire et d'art: lkl001131